# Cristina Lara
Cristina Lara Pérez (Barcelona, 5 de agosto de 1995) es una atleta española, especializada en carreras de velocidad. Ganó la medalla de oro en el relevo 4 × 100 metros del Campeonato de Europa Sub-23 de 2017.
Posee, junto con Maribel Pérez, Estela García y Paula Sevilla, el récord de España de 4 × 100 metros (43.31).

## Competiciones internacionales

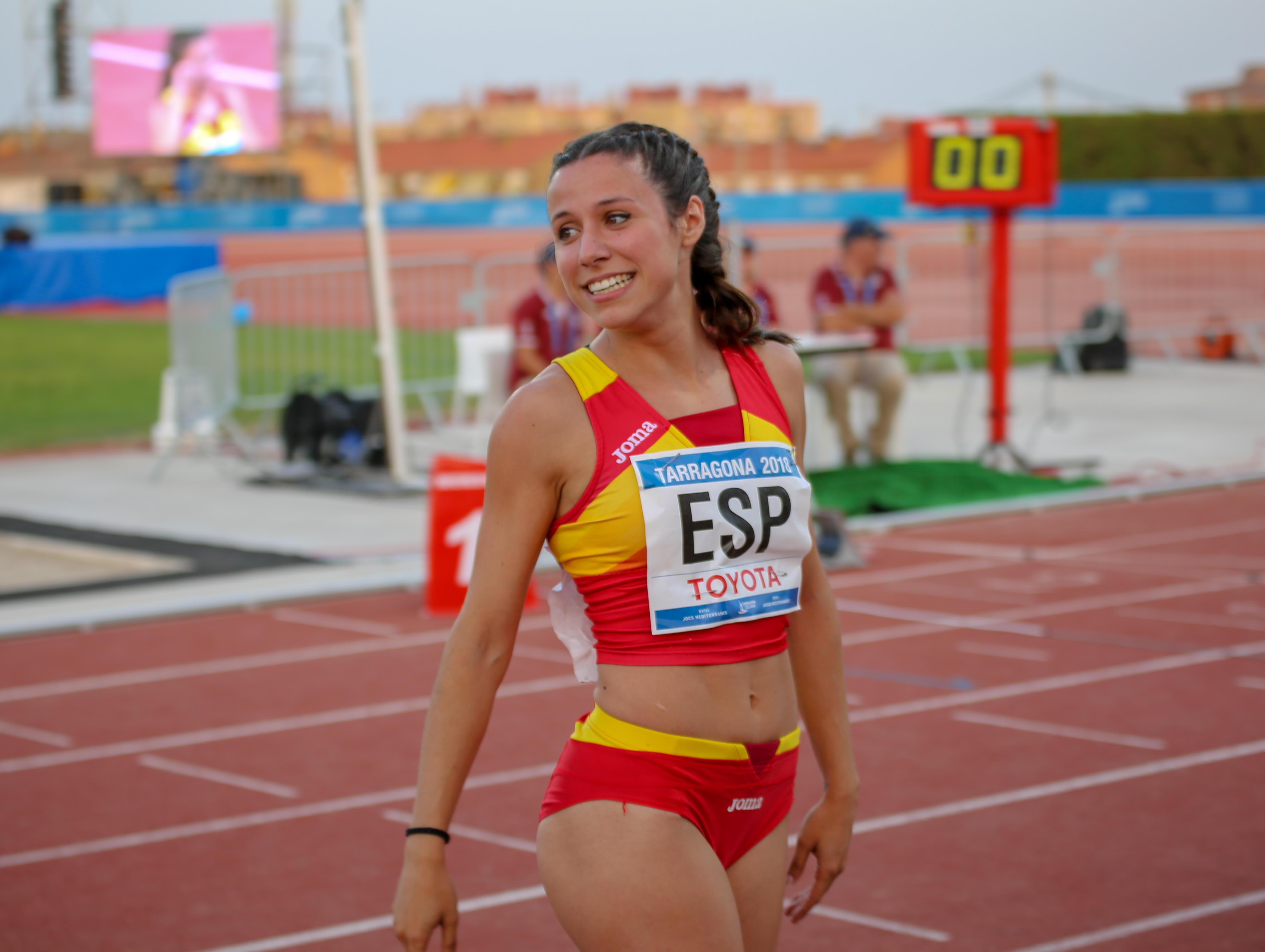
Cristina Lara en los Juegos del Mediterráneo 2018

| Representando a España \| Año \| Competición \| Sede \| Puesto \| Prueba \| Marca \| \| ---- \| -------------------------------------- \| --------- \| ---------------- \| ---------------------------- \| ------- \| \| 2012 \| Campeonato del Mundo Junior \| Barcelona \| 34.ª (series) \| 200 m \| 24.73 \| \| 2012 \| Campeonato del Mundo Junior \| Barcelona \| DQ (series) \| Relevo 4 × 100 m \| -- \| \| 2013 \| Campeonato de Europa Junior \| Rieti \| 17.ª (series) \| 100 m \| 11.91 \| \| 2014 \| Campeonato del Mundo Junior \| Eugene \| 20.ª (semifinal) \| 100 m \| 12.11 \| \| 2014 \| Campeonato de Europa \| Zúrich \| 14.ª (series) \| Relevo 4 × 100 m \| 44.68 \| \| 2015 \| Campeonato de Europa Sub-23 \| Tallin \| 13.ª (series) \| 100 m \| 11.83 \| \| 2015 \| Campeonato de Europa Sub-23 \| Tallin \| 14.ª (series) \| 200 m \| 23.85 \| \| 2016 \| Campeonato de Europa \| Ámsterdam \| 10.ª (series) \| Relevo 4 × 100 m \| 44.14 \| \| 2017 \| Campeonato de Europa en Pista Cubierta \| Belgrado \| 14.ª (semifinal) \| 60 m \| 7.40 \| \| 2017 \| Campeonato de Europa Sub-23 \| Bydgoszcz \| 11.ª (semifinal) \| 200 m \| 23.57 \| \| 2017 \| Campeonato de Europa Sub-23 \| Bydgoszcz \| Medalla de oro \| Relevo 4 × 100 m \| 43.96 \| \| 2018 \| Juegos Mediterráneos \| Tarragona \| 6.ª \| 100 m \| 11.65 \| \| 2018 \| Juegos Mediterráneos \| Tarragona \| Medalla de plata \| Relevo 4 × 100 m \| 43.31 \| \| 2018 \| Campeonato de Europa \| Berlín \| 18.ª (series) \| 100 m \| 11.65 \| \| 2018 \| Campeonato de Europa \| Berlín \| 8.ª \| Relevo 4 × 100 m \| 43.54 \| \| 2019 \| Juegos Europeos \| Minsk \| 6.ª \| Persecución por relevo mixto \| 4:29.61 \| | Representando a España \| Año \| Competición \| Sede \| Puesto \| Prueba \| Marca \| \| ---- \| -------------------------------------- \| --------- \| ---------------- \| ---------------------------- \| ------- \| \| 2012 \| Campeonato del Mundo Junior \| Barcelona \| 34.ª (series) \| 200 m \| 24.73 \| \| 2012 \| Campeonato del Mundo Junior \| Barcelona \| DQ (series) \| Relevo 4 × 100 m \| -- \| \| 2013 \| Campeonato de Europa Junior \| Rieti \| 17.ª (series) \| 100 m \| 11.91 \| \| 2014 \| Campeonato del Mundo Junior \| Eugene \| 20.ª (semifinal) \| 100 m \| 12.11 \| \| 2014 \| Campeonato de Europa \| Zúrich \| 14.ª (series) \| Relevo 4 × 100 m \| 44.68 \| \| 2015 \| Campeonato de Europa Sub-23 \| Tallin \| 13.ª (series) \| 100 m \| 11.83 \| \| 2015 \| Campeonato de Europa Sub-23 \| Tallin \| 14.ª (series) \| 200 m \| 23.85 \| \| 2016 \| Campeonato de Europa \| Ámsterdam \| 10.ª (series) \| Relevo 4 × 100 m \| 44.14 \| \| 2017 \| Campeonato de Europa en Pista Cubierta \| Belgrado \| 14.ª (semifinal) \| 60 m \| 7.40 \| \| 2017 \| Campeonato de Europa Sub-23 \| Bydgoszcz \| 11.ª (semifinal) \| 200 m \| 23.57 \| \| 2017 \| Campeonato de Europa Sub-23 \| Bydgoszcz \| Medalla de oro \| Relevo 4 × 100 m \| 43.96 \| \| 2018 \| Juegos Mediterráneos \| Tarragona \| 6.ª \| 100 m \| 11.65 \| \| 2018 \| Juegos Mediterráneos \| Tarragona \| Medalla de plata \| Relevo 4 × 100 m \| 43.31 \| \| 2018 \| Campeonato de Europa \| Berlín \| 18.ª (series) \| 100 m \| 11.65 \| \| 2018 \| Campeonato de Europa \| Berlín \| 8.ª \| Relevo 4 × 100 m \| 43.54 \| \| 2019 \| Juegos Europeos \| Minsk \| 6.ª \| Persecución por relevo mixto \| 4:29.61 \| | Representando a España \| Año \| Competición \| Sede \| Puesto \| Prueba \| Marca \| \| ---- \| -------------------------------------- \| --------- \| ---------------- \| ---------------------------- \| ------- \| \| 2012 \| Campeonato del Mundo Junior \| Barcelona \| 34.ª (series) \| 200 m \| 24.73 \| \| 2012 \| Campeonato del Mundo Junior \| Barcelona \| DQ (series) \| Relevo 4 × 100 m \| -- \| \| 2013 \| Campeonato de Europa Junior \| Rieti \| 17.ª (series) \| 100 m \| 11.91 \| \| 2014 \| Campeonato del Mundo Junior \| Eugene \| 20.ª (semifinal) \| 100 m \| 12.11 \| \| 2014 \| Campeonato de Europa \| Zúrich \| 14.ª (series) \| Relevo 4 × 100 m \| 44.68 \| \| 2015 \| Campeonato de Europa Sub-23 \| Tallin \| 13.ª (series) \| 100 m \| 11.83 \| \| 2015 \| Campeonato de Europa Sub-23 \| Tallin \| 14.ª (series) \| 200 m \| 23.85 \| \| 2016 \| Campeonato de Europa \| Ámsterdam \| 10.ª (series) \| Relevo 4 × 100 m \| 44.14 \| \| 2017 \| Campeonato de Europa en Pista Cubierta \| Belgrado \| 14.ª (semifinal) \| 60 m \| 7.40 \| \| 2017 \| Campeonato de Europa Sub-23 \| Bydgoszcz \| 11.ª (semifinal) \| 200 m \| 23.57 \| \| 2017 \| Campeonato de Europa Sub-23 \| Bydgoszcz \| Medalla de oro \| Relevo 4 × 100 m \| 43.96 \| \| 2018 \| Juegos Mediterráneos \| Tarragona \| 6.ª \| 100 m \| 11.65 \| \| 2018 \| Juegos Mediterráneos \| Tarragona \| Medalla de plata \| Relevo 4 × 100 m \| 43.31 \| \| 2018 \| Campeonato de Europa \| Berlín \| 18.ª (series) \| 100 m \| 11.65 \| \| 2018 \| Campeonato de Europa \| Berlín \| 8.ª \| Relevo 4 × 100 m \| 43.54 \| \| 2019 \| Juegos Europeos \| Minsk \| 6.ª \| Persecución por relevo mixto \| 4:29.61 \| | Representando a España \| Año \| Competición \| Sede \| Puesto \| Prueba \| Marca \| \| ---- \| -------------------------------------- \| --------- \| ---------------- \| ---------------------------- \| ------- \| \| 2012 \| Campeonato del Mundo Junior \| Barcelona \| 34.ª (series) \| 200 m \| 24.73 \| \| 2012 \| Campeonato del Mundo Junior \| Barcelona \| DQ (series) \| Relevo 4 × 100 m \| -- \| \| 2013 \| Campeonato de Europa Junior \| Rieti \| 17.ª (series) \| 100 m \| 11.91 \| \| 2014 \| Campeonato del Mundo Junior \| Eugene \| 20.ª (semifinal) \| 100 m \| 12.11 \| \| 2014 \| Campeonato de Europa \| Zúrich \| 14.ª (series) \| Relevo 4 × 100 m \| 44.68 \| \| 2015 \| Campeonato de Europa Sub-23 \| Tallin \| 13.ª (series) \| 100 m \| 11.83 \| \| 2015 \| Campeonato de Europa Sub-23 \| Tallin \| 14.ª (series) \| 200 m \| 23.85 \| \| 2016 \| Campeonato de Europa \| Ámsterdam \| 10.ª (series) \| Relevo 4 × 100 m \| 44.14 \| \| 2017 \| Campeonato de Europa en Pista Cubierta \| Belgrado \| 14.ª (semifinal) \| 60 m \| 7.40 \| \| 2017 \| Campeonato de Europa Sub-23 \| Bydgoszcz \| 11.ª (semifinal) \| 200 m \| 23.57 \| \| 2017 \| Campeonato de Europa Sub-23 \| Bydgoszcz \| Medalla de oro \| Relevo 4 × 100 m \| 43.96 \| \| 2018 \| Juegos Mediterráneos \| Tarragona \| 6.ª \| 100 m \| 11.65 \| \| 2018 \| Juegos Mediterráneos \| Tarragona \| Medalla de plata \| Relevo 4 × 100 m \| 43.31 \| \| 2018 \| Campeonato de Europa \| Berlín \| 18.ª (series) \| 100 m \| 11.65 \| \| 2018 \| Campeonato de Europa \| Berlín \| 8.ª \| Relevo 4 × 100 m \| 43.54 \| \| 2019 \| Juegos Europeos \| Minsk \| 6.ª \| Persecución por relevo mixto \| 4:29.61 \| | Representando a España \| Año \| Competición \| Sede \| Puesto \| Prueba \| Marca \| \| ---- \| -------------------------------------- \| --------- \| ---------------- \| ---------------------------- \| ------- \| \| 2012 \| Campeonato del Mundo Junior \| Barcelona \| 34.ª (series) \| 200 m \| 24.73 \| \| 2012 \| Campeonato del Mundo Junior \| Barcelona \| DQ (series) \| Relevo 4 × 100 m \| -- \| \| 2013 \| Campeonato de Europa Junior \| Rieti \| 17.ª (series) \| 100 m \| 11.91 \| \| 2014 \| Campeonato del Mundo Junior \| Eugene \| 20.ª (semifinal) \| 100 m \| 12.11 \| \| 2014 \| Campeonato de Europa \| Zúrich \| 14.ª (series) \| Relevo 4 × 100 m \| 44.68 \| \| 2015 \| Campeonato de Europa Sub-23 \| Tallin \| 13.ª (series) \| 100 m \| 11.83 \| \| 2015 \| Campeonato de Europa Sub-23 \| Tallin \| 14.ª (series) \| 200 m \| 23.85 \| \| 2016 \| Campeonato de Europa \| Ámsterdam \| 10.ª (series) \| Relevo 4 × 100 m \| 44.14 \| \| 2017 \| Campeonato de Europa en Pista Cubierta \| Belgrado \| 14.ª (semifinal) \| 60 m \| 7.40 \| \| 2017 \| Campeonato de Europa Sub-23 \| Bydgoszcz \| 11.ª (semifinal) \| 200 m \| 23.57 \| \| 2017 \| Campeonato de Europa Sub-23 \| Bydgoszcz \| Medalla de oro \| Relevo 4 × 100 m \| 43.96 \| \| 2018 \| Juegos Mediterráneos \| Tarragona \| 6.ª \| 100 m \| 11.65 \| \| 2018 \| Juegos Mediterráneos \| Tarragona \| Medalla de plata \| Relevo 4 × 100 m \| 43.31 \| \| 2018 \| Campeonato de Europa \| Berlín \| 18.ª (series) \| 100 m \| 11.65 \| \| 2018 \| Campeonato de Europa \| Berlín \| 8.ª \| Relevo 4 × 100 m \| 43.54 \| \| 2019 \| Juegos Europeos \| Minsk \| 6.ª \| Persecución por relevo mixto \| 4:29.61 \| | Representando a España \| Año \| Competición \| Sede \| Puesto \| Prueba \| Marca \| \| ---- \| -------------------------------------- \| --------- \| ---------------- \| ---------------------------- \| ------- \| \| 2012 \| Campeonato del Mundo Junior \| Barcelona \| 34.ª (series) \| 200 m \| 24.73 \| \| 2012 \| Campeonato del Mundo Junior \| Barcelona \| DQ (series) \| Relevo 4 × 100 m \| -- \| \| 2013 \| Campeonato de Europa Junior \| Rieti \| 17.ª (series) \| 100 m \| 11.91 \| \| 2014 \| Campeonato del Mundo Junior \| Eugene \| 20.ª (semifinal) \| 100 m \| 12.11 \| \| 2014 \| Campeonato de Europa \| Zúrich \| 14.ª (series) \| Relevo 4 × 100 m \| 44.68 \| \| 2015 \| Campeonato de Europa Sub-23 \| Tallin \| 13.ª (series) \| 100 m \| 11.83 \| \| 2015 \| Campeonato de Europa Sub-23 \| Tallin \| 14.ª (series) \| 200 m \| 23.85 \| \| 2016 \| Campeonato de Europa \| Ámsterdam \| 10.ª (series) \| Relevo 4 × 100 m \| 44.14 \| \| 2017 \| Campeonato de Europa en Pista Cubierta \| Belgrado \| 14.ª (semifinal) \| 60 m \| 7.40 \| \| 2017 \| Campeonato de Europa Sub-23 \| Bydgoszcz \| 11.ª (semifinal) \| 200 m \| 23.57 \| \| 2017 \| Campeonato de Europa Sub-23 \| Bydgoszcz \| Medalla de oro \| Relevo 4 × 100 m \| 43.96 \| \| 2018 \| Juegos Mediterráneos \| Tarragona \| 6.ª \| 100 m \| 11.65 \| \| 2018 \| Juegos Mediterráneos \| Tarragona \| Medalla de plata \| Relevo 4 × 100 m \| 43.31 \| \| 2018 \| Campeonato de Europa \| Berlín \| 18.ª (series) \| 100 m \| 11.65 \| \| 2018 \| Campeonato de Europa \| Berlín \| 8.ª \| Relevo 4 × 100 m \| 43.54 \| \| 2019 \| Juegos Europeos \| Minsk \| 6.ª \| Persecución por relevo mixto \| 4:29.61 \| |
| Año | Competición | Sede | Puesto | Prueba | Marca |
| --- | --- | --- | --- | --- | --- |
| 2012 | Campeonato del Mundo Junior | Barcelona | 34.ª (series) | 200 m | 24.73 |
| 2012 | Campeonato del Mundo Junior | Barcelona | DQ (series) | Relevo 4 × 100 m | -- |
| 2013 | Campeonato de Europa Junior | Rieti | 17.ª (series) | 100 m | 11.91 |
| 2014 | Campeonato del Mundo Junior | Eugene | 20.ª (semifinal) | 100 m | 12.11 |
| 2014 | Campeonato de Europa | Zúrich | 14.ª (series) | Relevo 4 × 100 m | 44.68 |
| 2015 | Campeonato de Europa Sub-23 | Tallin | 13.ª (series) | 100 m | 11.83 |
| 2015 | Campeonato de Europa Sub-23 | Tallin | 14.ª (series) | 200 m | 23.85 |
| 2016 | Campeonato de Europa | Ámsterdam | 10.ª (series) | Relevo 4 × 100 m | 44.14 |
| 2017 | Campeonato de Europa en Pista Cubierta | Belgrado | 14.ª (semifinal) | 60 m | 7.40 |
| 2017 | Campeonato de Europa Sub-23 | Bydgoszcz | 11.ª (semifinal) | 200 m | 23.57 |
| 2017 | Campeonato de Europa Sub-23 | Bydgoszcz | Medalla de oro | Relevo 4 × 100 m | 43.96 |
| 2018 | Juegos Mediterráneos | Tarragona | 6.ª | 100 m | 11.65 |
| 2018 | Juegos Mediterráneos | Tarragona | Medalla de plata | Relevo 4 × 100 m | 43.31 |
| 2018 | Campeonato de Europa | Berlín | 18.ª (series) | 100 m | 11.65 |
| 2018 | Campeonato de Europa | Berlín | 8.ª | Relevo 4 × 100 m | 43.54 |
| 2019 | Juegos Europeos | Minsk | 6.ª | Persecución por relevo mixto | 4:29.61 |

## Marcas personales
| Prueba     | Marca | Viento (m/s) | Lugar       | Fecha               |
| ---------- | ----- | ------------ | ----------- | ------------------- |
| 100 metros | 11.40 | + 1.9        | Barcelona   | 23 de julio de 2017 |
| 200 metros | 23.22 | + 0.2        | Ciudad Real | 17 de junio de 2017 |

| Prueba     | Marca | Lugar     | Fecha                 |
| ---------- | ----- | --------- | --------------------- |
| 60 metros  | 7.36  | Salamanca | 18 de febrero de 2017 |
| 200 metros | 23.78 | Madrid    | 6 de marzo de 2016    |

1. ↑  11.20 con viento ilegal (Getafe, 2018)